# South Woodham Ferrers
South Woodham Ferrers este un oraș în comitatul Essex, regiunea East, Anglia. Orașul se află în districtul Chelmsford.